# Касуитсуп
Касуитсуп (гренл. Qaasuitsup Kommunia) је једна од четири општине на Гренланду, основана 1. јануара 2009. године. Захвата површину од 660.000 km² и у њој живи 17.749 становника. Налази се у западном и северозападном делу острва, а седиште је град Илулисат.